# Hans Wind
Hans Henrik "Hasse" Wind (Ekenäs, 30 luglio 1919 – Tampere, 24 luglio 1995) è stato un militare e aviatore finlandese.
Pilota di caccia dell'Ilmavoimat durante la seconda guerra mondiale, è stato il secondo maggior asso dell'aviazione finlandese, con 75 vittorie aeree confermate, ottenute nel corso di 302 missioni di combattimento contro l'aviazione sovietica. È uno dei soli quattro uomini ad aver ricevuto per due volte la Croce di Mannerheim, la massima onorificenza militare della Finlandia.

## Biografia

### Carriera militare
Wind iniziò la sua carriera di pilota nel 1938 presentandosi come volontario ad un corso di addestramento. Prestò servizio come ufficiale di riserva dell'aeronautica durante la guerra d'inverno, ma non fu in grado di combattere a causa della mancanza di aeroplani. Fu promosso tenente il 17 giugno 1941, e nell'agosto dello stesso anno trasferito allo Squadrone Caccia 24, nel quale ha combattuto per tutta la guerra di continuazione.

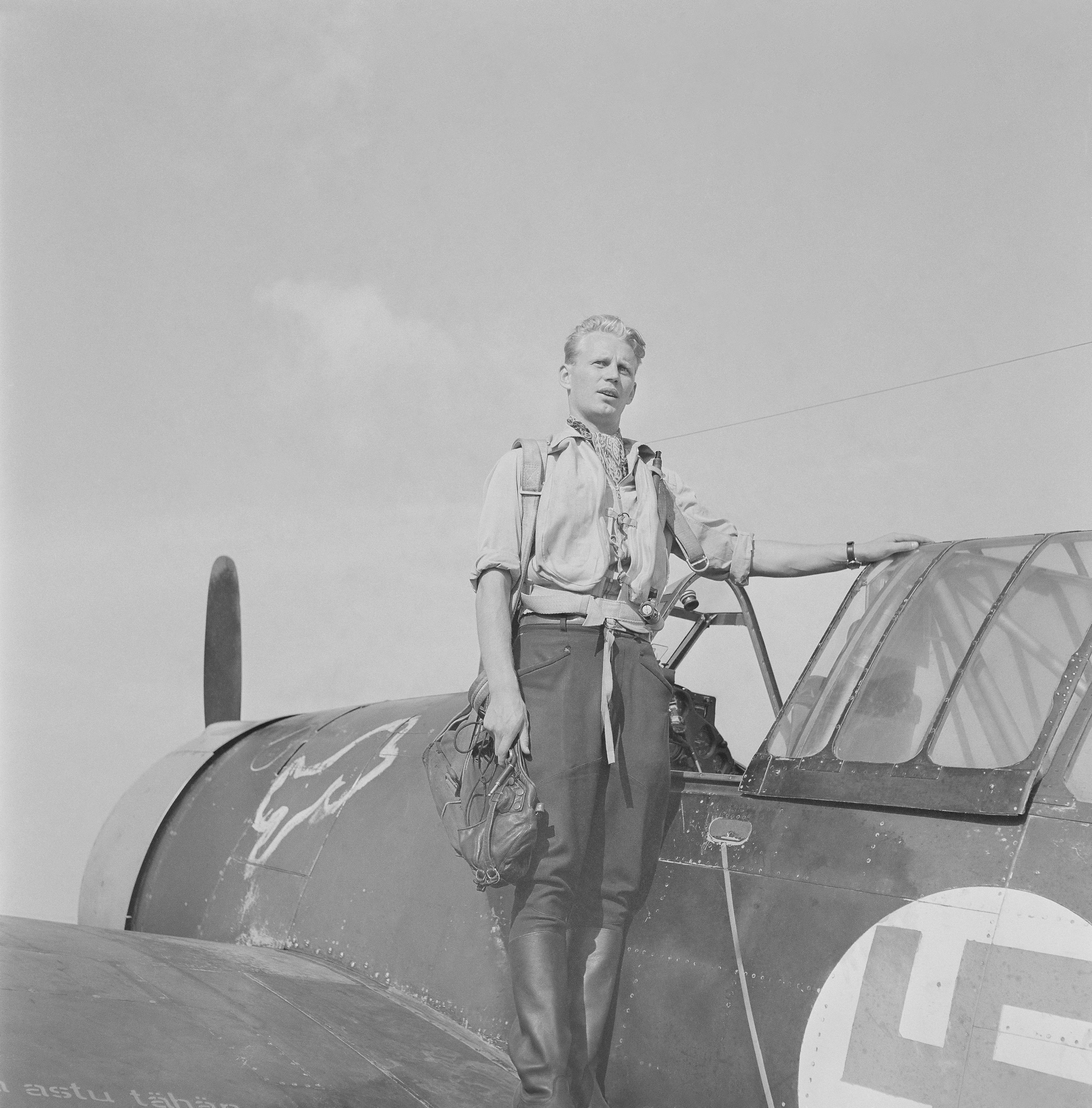
Hans Wind sulle ali del suo caccia Brewster B239, 26 agosto 1943

Ha pilotato un Brewster B239 dal 1941 al 1943, rivendicando 39 vittorie con questo velivolo. Il 22 settembre 1941 a Wind è stata accreditato il suo primo abbattimento, un I-15. Nell'agosto del 1942 il suo squadrone è stato trasferito a Römpötti, per operare nella parte orientale del golfo di Finlandia. Nel corso dei dodici mesi successivi ha abbattuto I-16, Il-2, Yak-1, Hurricane e Spitfire.
Il 31 luglio 1943 gli è stata conferita per la prima volta la Croce di Mannerheim di II Classe, e ad agosto la sua unità ricevette i nuovi caccia tedeschi Messerschmitt Bf 109G. Il 19 ottobre 1943 è stato promosso capitano, e a soli 24 anni è stato ritirato dal fronte per addestrare i nuovi piloti da caccia. Wind è considerato uno dei migliori strateghi aerei dell'aeronautica finlandese, e le sue "Lezioni sulle Tattiche della Caccia", scritto proprio nel 1943, è stato utilizzato per la formazione dei piloti nei decenni successivi.
Fece ritorno al fronte nel febbraio del 1944, ottenendo le sue prime vittorie con il Bf 109 nel maggio dello stesso anno. In pochi mesi fece registrare diversi abbattimenti di aerei nemici, fra cui La-5, Pe-2, Yak-7, Yak-9, DB-3 e P-39. Il 28 giugno 1944 gli venne conferita per la seconda volta la Croce di Mannerheim di II Classe.

Il 28 luglio 1944 venne gravemente ferito nel corso di uno scontro aereo contro diversi Yak-9 e P-39. Wind riuscì ad abbattere due Yak-9 prima che un proiettile da 39 mm sparato da un P-39 esplodesse contro l'armatura del suo sedile, e un altro distrusse la sua strumentazione di bordo. Ferito al braccio sinistro, Wind riuscì comunque ad atterrare in un campo di volo nonostante anche l'aereo fosse gravemente danneggiato. In seguito guarì del tutto dalle ferite, ma non effettuò più missioni di combattimento, e lasciò l'aeronautica il 10 maggio 1945.

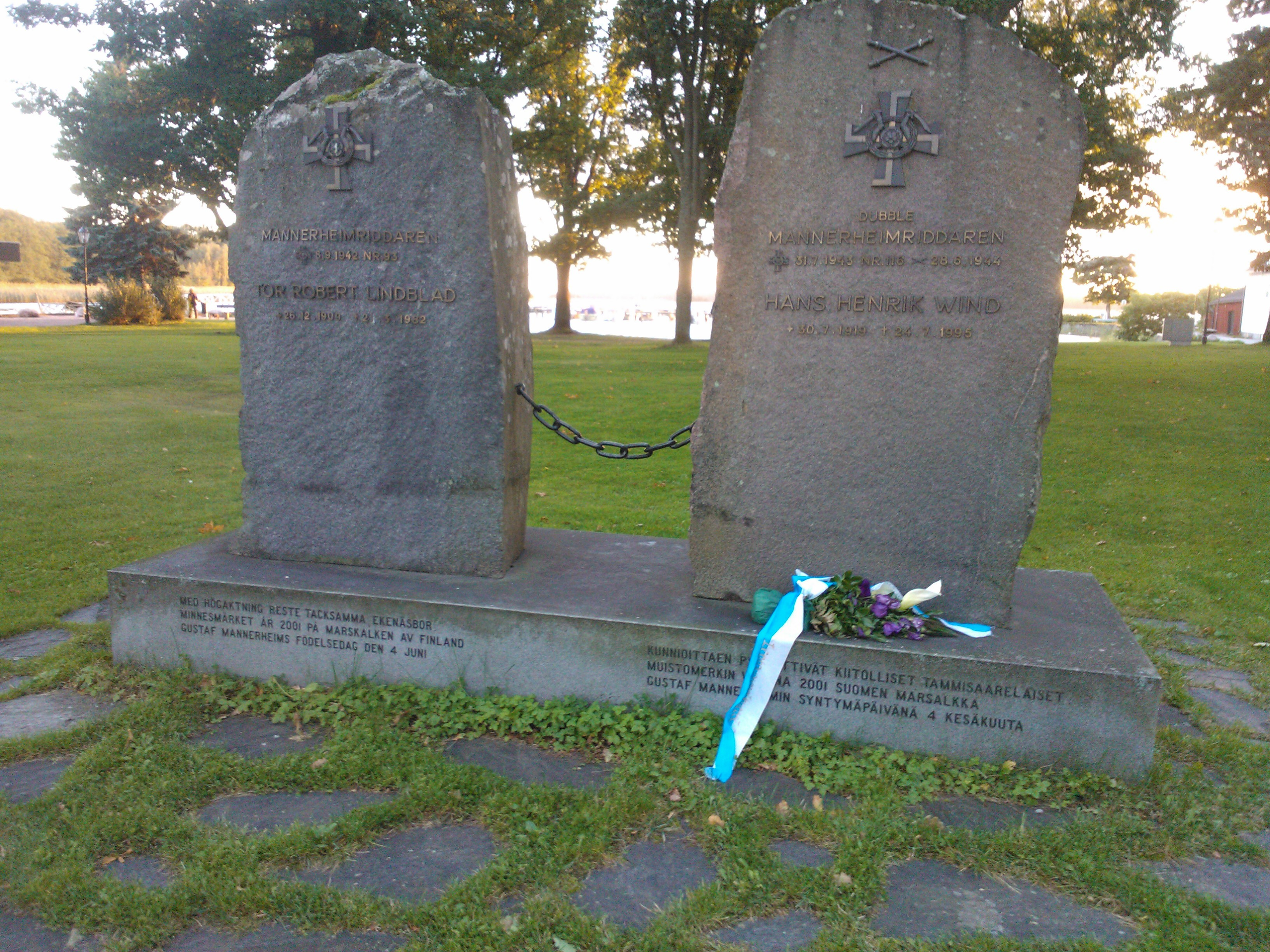
Monumento a Hans Wind e Tor Lindblad a Ekenäs

### Vita privata
Wind era uno degli 11 figli di Frans Henrik Wind e Elin Irene Emilia Rehnin. Sposatosi il 26 agosto 1945, studiò economia a Helsinki e divenne un importante uomo d'affari. Alla sua morte, il 24 luglio 1995, fu seppellito come molti altri eroi di guerra finlandesi presso il cimitero di Kalevakangas, a Tampere. Nel 2012 è stato inaugurato a Ekenäs un monumento dedicato a Hans Wind e Tor Lindblad.

## Vittorie
| Velivolo usato        | Vittorie |
| --------------------- | -------- |
| Brewster B239         | 39       |
| Messerschmitt Bf 109G | 36       |
| Totale = 75           |          |